# Alois Degen
Alois Degen (* 1912; † 19. Januar 1985) war ein deutscher Jurist und Verwaltungsbeamter.

## Leben und Tätigkeit
Von 1937 bis 1938 war Alois Degen beim Arbeitsamt Offenbach und Landesarbeitsamt Hessen tätig. Er promovierte 1938 an der Universität Gießen. Das Thema seiner Dissertation lautete Das Recht der Dienstordnungs-Angestellten bei den Allgemeinen Ortskrankenkassen. Danach war er stellvertretender Direktor des Arbeitsamtes Hanau und Referent beim Landesarbeitsamt, wobei er 1940 zum Regierungsrat ernannt wurde. Im Zweiten Weltkrieg wurde er zur Wehrmacht einberufen. Nach seiner Rückkehr aus dem Krieg war er erneut für das Landesarbeitsamt Hessen tätig, wo er 1950 seine Beförderung zum Oberregierungsrat und 1957 zum Leitenden Verwaltungsdirektor und ständigen Stellvertreter des Präsidenten des Landesarbeitsamtes erhielt.
1958 wechselte Alois Degen als Oberdirektor an die Hauptstelle der Bundesanstalt für Arbeitsvermittlung und Arbeitslosenversicherung in Nürnberg. Danach war er von 1962 bis 1977 Präsident des Landesarbeitsamtes Nordrhein-Westfalen in Düsseldorf. Mit 65 Jahren ging er in den Ruhestand. Anlässlich seines Todes 1988 wurden seine Bemühungen um die von der Rezension bedrohten Bergleute und Stahlarbeiter sowie um die Haftentlassenen besonders hervorgehoben.
Er war Vorsitzender der Josefs-Gesellschaft und der Gesellschafterversammlung des Berufsförderungswerkes (BFW) Hamm.

## Schriften (Auswahl)
- Das Recht der Dienstordnungs-Angestellten bei den Allgemeinen Ortskrankenkassen. Gießen 1938.
- Lehrlingsrecht. Frankfurt/M. o. J. [1950].
- (mit Heinrich Sauer): Arbeitsverwaltung (= Die Verwaltung, Bd. 2, H. 32). Schlösser, Braunschweig 1951.
- (mit Hans Spiertz): Recht des Arbeitsvertrages, 1965.
- Arbeitsmarkt-Situation im Lande Nordrhein-Westfalen im Jahre 1975. Vortrag, gehalten am 6. Mai 1975 vor Mitgliedern des Industrie-Clubs Düsseldorf. Industrie-Club, Düsseldorf 1975.

## Ehrungen
- 23. Januar 1974: Großes Verdienstkreuz der Bundesrepublik Deutschland
- „Eiserner Steuergroschen“, verliehen vom Bund der Steuerzahler